# Лихачёво (Ярославская область)
Лихачёво — упраздненная в 1998 году деревня в Большесельском районе Ярославской области России.
На момент упразднения в рамках административно-территориального устройства входил в состав Благовещенского сельсовета (ныне территория относится к Большесельскому сельскому округу).

## География
Деревня находилась в центральной части области, в зоне хвойно-широколиственных лесов, на расстоянии примерно 16 километров (по прямой) к северо-востоку от Большого Села, административного центра района.

### Климат
Климат характеризуется как умеренно континентальный, с коротким, относительно тёплым летом и продолжительной многоснежной умеренно холодной зимой. Среднегодовая температура воздуха +3…+5 °C. Средняя температура воздуха самого холодного месяца (января) −12…−10,5 °C; самого тёплого месяца (июля) +17,5…+18,5 °C. Вегетационный период длится около 123 дней. Годовое количество атмосферных осадков составляет 500—600 мм, из которых большая часть выпадает в тёплый период. Снежный покров держится в среднем 150 дней.

## История
Упразднена в 1998 году